# Butisch
Butisch ist eine altägyptische Bauform, die sich aus den vordynastischen unterägyptischen Königsgräbern und dem Kronenheiligtum in Buto mit dem Schrein Per-nu oder Per-neser „Flammen-Haus“ entwickelt hat. Die Form existiert nur noch im Schriftzeichen, da die Vorläuferformen in Buto verloren gegangen sind. Am deutlichsten wurde diese Form in königlichen Sarkophagen der 12. Dynastie dargestellt.
Es handelt sich dabei wohl um ein länglich-rechteckiges Gebäude mit gewölbtem Dach und hochgezogenen Eckstützen aus Holz und Schilf. Später wurden Ziegel als Baumaterial benutzt und die Butische mit einer Längstonne und hochgezogenen Schmalseiten versehen. 
Wahrscheinlich hat sich die unterägyptische nischengegliederte Ziegelarchitektur („Menes“-Grab) nicht aus dem Butisch entwickelt. Die Form der Palmsäule oder Höfe und Räume mit Palmsäulen werden auch als Butisch gedeutet, da butische Kapellen oftmals unter einem Palmenhain standen.